# Brasura variabilis
Brasura variabilis är en insektsart som beskrevs av Nielson 1982. Brasura variabilis ingår i släktet Brasura och familjen dvärgstritar. Inga underarter finns listade i Catalogue of Life.